# 7895 Kaseda
7895 Kaseda eller 1995 DK1 är en asteroid i huvudbältet som upptäcktes den 22 februari 1995 av den japanska amatörastronomen Fumiaki Uto vid Kashihara-observatoriet. Den är uppkallad efter den tidigare japanska staden Kaseda.
Asteroiden har en diameter på ungefär 29 kilometer.